# ナツメググレーター

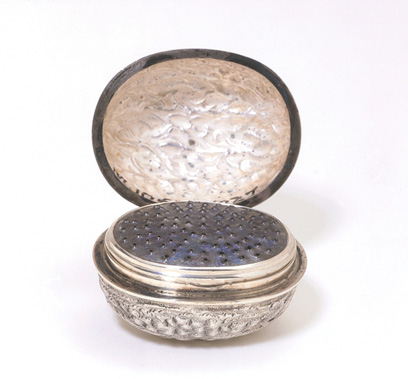
ヴィクトリア&アルバート博物館で展示される1800-1825年頃の銀のナツメググレーター

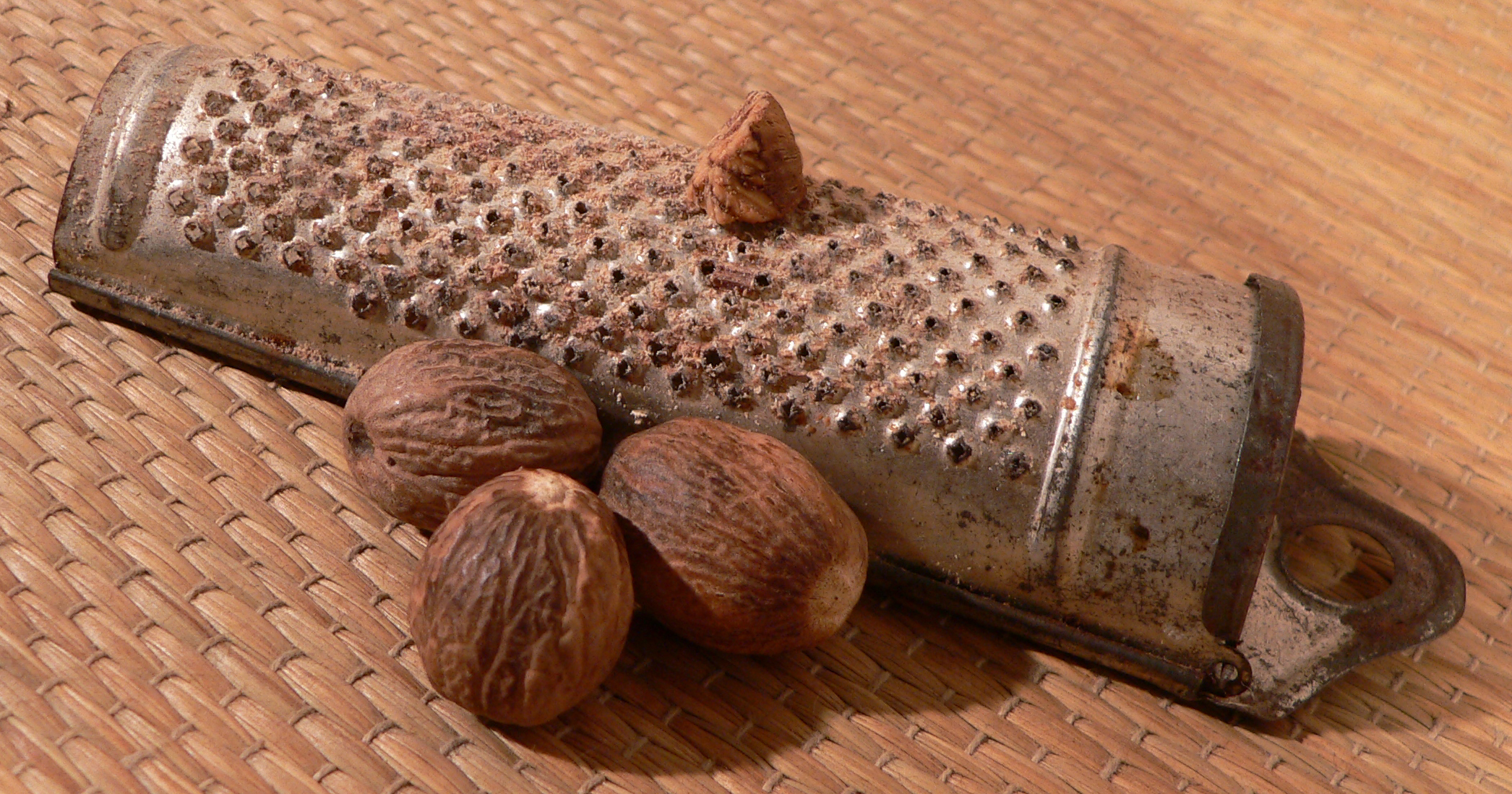
ナツメググレーター

ナツメググレーター(Nutmeg grater)は、ナツメグの種子をすり下ろすのに用いる調理器具（グレーター）である。通常金属製で、円柱形または半円柱形であり、表面には小さなやすり穴が開いており、ナツメグは、表面を通るとすり下ろされる。一度使い終わったナツメグの種子を次回の使用までの間に保管する部品と組み合わせることもできる。
17世紀末、ナツメグやナツメググレーターは、当時お洒落なアルコール飲料だったパンチと関連があった。18世紀を通じ、パンチに新鮮なナツメグを加えるため、グレーター付のポケットに入る大きさの銀の入れ物にナツメグを入れて持ち歩くのが男性の流行だった。
ナツメググレーターは、ホットトディー、エッグノッグ、その他の飲み物にすり下ろした新鮮なナツメグを加えるために用いるバーテンダーのバーツールでもある。